# والستون هانكوك
والستون هانكوك (بالإنجليزية: Valston Hancock)‏ (و. 1907 – 1998 م) هو طيار أسترالي، ولد في برث، ويحمل رتبة عسكرية مشير جوي ‏، توفي في برث، عن عمر يناهز 91 عاماً.

## التعليم
تعلم في مدرسة هايل ‏، وتعلم في الكلية العسكرية الملكية ‏
.

## الخدمة العسكرية
خدم في القوات الجوية الملكية الأسترالية.

## جوائز
حصل على جوائز منها:
- نيشان الإمبراطورية البريطانية من رتبة فارس قائد
- نيشان الحمام من رتبة مرافق  [لغات أخرى]‏
- Distinguished Flying Cross (United Kingdom) [الإنجليزية]‏